# FCV Dender EH
Maillots
Actualités
Dernière mise à jour : 26 octobre 2024.
Le Football Club Verbroedering Denderhoutem Denderleeuw Eendracht Hekelgem, plus généralement appelé simplement Dender, est un club de football belge basé à Denderleeuw. Ce club est issu de plusieurs fusions survenues au début des années 2000 entre le Verbroedering Denderhoutem, le FC Denderleeuw et l'Eendracht Hekelgem. Le club évolue en Jupiler Pro League pour la saison 2024-2025. C'est sa 37e saison dans les séries nationales belges et sa troisième au plus haut niveau, après les saisons 2007-2008 et 2008-2009.

## Histoire

### Fondation du club
Le Verbroedering Denderhoutem est fondé le 9 mars 1943 à Denderhautem, un petit village du Denderstreek. Il s'affilie à l'Union Belge le 20 août 1944 et reçoit le matricule 3900. Le club est versé dans les compétitions provinciales, où il joue durant près de quatre décennies.

### Premiers passages en Promotion
En 1983, le club monte pour la première fois de son histoire en Promotion, le quatrième et dernier niveau national. Ce premier séjour ne dure qu'une saison, le club étant relégué directement. Il remporte le titre provincial l'année suivante, et revient en Promotion. Il parvient à s'y maintenir jusqu'au début des années 1990, terminant entre la neuvième et la treizième place. Malheureusement pour le club, il ne peut éviter la relégation en 1993, synonyme de retour en première provinciale après huit saisons consécutives en nationales. Cette relégation est d'autant plus mal vécue par les supporters du club que le club rival de Denderleeuw remporte le titre dans la même série.

### Retour en nationales et montée en Division 3
Cette fois, Denderhoutem met trois ans à revenir en Promotion et effectue son retour en 1996. Depuis lors, il n'a plus jamais quitté les divisions nationales. Deux ans plus tard, il termine cinquième et se qualifie pour le tour final pour la montée en Division 3. Il y élimine successivement le KVV Heidebloem Dilsen, l'Eendracht Meldert et l'Eendracht Hekelgem, un autre club de la même région. Il décroche ainsi sa place en troisième division, accompagné par Hekelgem, promu en tant que troisième du tour final.
Le club s'installe en milieu de classement de la Division 3 durant quatre ans. En 2003 cependant, il termine quatorzième, une place synonyme de barrages à disputer pour assurer son maintien. Il s'incline dès le premier tour face au KSV Bornem et doit redescendre en Promotion. Il remporte le titre dans sa série un an plus tard et retrouve la troisième division. Il croise à nouveau la route de son rival de Denderleeuw, tout juste relégué de Division 2, lors de la saison 2004-2005. Ce dernier a notamment absorbé l'Eendracht Hekelgem en 2001.

### Fusion avec Denderleeuw, une période de succès pour le club
Denderhoutem finit en quatrième position, à égalité de points avec le troisième, le KM Torhout, mais avec une victoire de moins. Il perd sa place au tour final au profit de... Denderleeuw, neuvième mais qualifié grâce à sa victoire au classement de la deuxième tranche du championnat. Dans le courant de la saison, les deux présidents, Bart Gies et Jan Vijverman respectivement de Denderleeuw et Denderhoutem, trouvent un accord en vue d'une fusion des deux entités en fin de saison. Leur objectif est de créer un grand club dans le Denderstreek, qui puisse grandir et survivre dans le football moderne.
La fusion est officialisée le 1er juillet 2005, et donne naissance au Football Club Verbroedering Denderhoutem Denderleeuw Eendracht Hekelgem. Le club conserve le matricule 3900 de Denderhoutem, le 5647 de Denderleeuw est lui radié par la Fédération. La nouvelle entité déménage au stade Florent Beeckman à Denderleeuw, et rappelle l'ancien entraîneur du matricule 5647, Jean-Pierre Vande Velde. Le club reprend les couleurs des anciennes équipes, à savoir le bleu, le blanc et le noir.
Dès sa première saison en tant que FCV Dender EH, le club remporte le titre dans sa série, et rejoint la Division 2. C'est la première montée dans l'anti-chambre de l'élite pour le matricule 3900. La saison suivante, il poursuit sur sa lancée, et prend rapidement la tête du classement. Le club conserve sa position jusqu'au bout et le 13 mai 2007, il est sacré champion de deuxième division. Dender rejoint ainsi la première division, trois ans après avoir quitté la Promotion.

### Deux saisons en première division
Les débuts du club parmi l'élite sont difficiles, et coûtent sa place à l'entraîneur. Il est remplacé par le Néerlandais Johan Boskamp, qui parvient à maintenir le club au plus haut niveau. La saison 2008-2009 est une année charnière pour le football belge car c'est la dernière dont la Division 1 se joue avec 18 clubs. À la suite de la réduction du nombre de clubs décidée par la Pro League en vue de la saison suivante, les clubs classés quinzième et seizième doivent disputer le tour final avec deux équipes de deuxième division, dont seul le vainqueur monte ou se maintient au plus haut niveau. Dender entame à nouveau très mal le championnat, ce qui mène au licenciement de Boskamp et son remplacement par son adjoint, Patrick Asselman. Le club lutte jusqu'à la dernière journée pour éviter la zone dangereuse, mais termine finalement quinzième. Il dispute alors le tour final avec l'autre barragiste, Roulers et deux équipes de Division 2, l'Antwerp et le Lierse. Il termine deuxième de ce mini-championnat et est dès lors relégué après deux saisons parmi l'élite.

### Retour difficile en Division 2 et nouvelle relégation
Après la relégation, le club éprouve des difficultés sportives et financières. À la mi-saison, Dender lutte pour éviter une seconde descente consécutive, ce qui pousse les dirigeants à licencier Asselman pour le remplacer par Vital Borkelmans. Le club parvient à terminer treizième et se sauve de justesse. La saison suivante, avec une équipe rajeunie par nécessité, le club obtient de meilleurs résultats. Il manque de peu de décrocher la première tranche du championnat, et termine finalement septième. Mais lors de la saison 2011-2012, les difficultés financières refont surface et affectent les résultats du club. Il lutte toute la saison pour son maintien, qu'il peut assurer lors de la dernière journée. Mais un partage lors de celle-ci, conjugué à une victoire de Tirlemont et un nul du SK Sint-Niklaas le fait chuter à l'avant-dernière place, synonyme de relégation directe. Trois ans après avoir quitté la première division, le club se retrouve en Division 3. Vital Borkelmans quitte alors le club.
Après cette relégation, des bruits courent à propos d'une possible mise en faillite de Dender, toujours en proie à des soucis de trésorerie. Finalement, le club parvient à réunir les fonds nécessaires pour aligner une équipe en championnat.

### Retour en première division
Lors du championnat 2023-2024, Dender finit deuxième de la division 1B (ex-division 2), ce qui lui permet d’être promu et d’accéder à la Pro League. Ce retour dans l’élite commence très bien car, avec deux victoires et deux matchs nuls, Dender se classe troisième après quatre journées de championnat. Il faut attendre la cinquième journée pour enregistrer une première défaite, de justesse, face au FC Bruges (1-2).

## Résultats dans les divisions nationales
Statistiques mises à jour le 3 décembre 2024 (terme de la saison 2024-2025)

### Palmarès
- 1 fois champion de Division 2 en 2007.
- 2 fois champion de Division 3 en 2006 et en 2022.
- 1 fois champion de Promotion en 2004.

### Bilan
| Niv | Divisions     | Jouées | Titres | TM Up | TM Down |
| --- | ------------- | ------ | ------ | ----- | ------- |
| I   | 1re nationale | 3      | 0      |       | 1       |
| II  | 2e nationale  | 6      | 1      |       |         |
| III | 3e nationale  | 17     | 1      | 1     | 1       |
| IV  | 4e nationale  | 12     | 1      | 1     |         |
| V   | 5e nationale  | 0      | 0      |       |         |
|     |               |        |        |       |         |
|     | TOTAUX        | 38     | 3      | 2     | 2       |

- TM Up : test-match pour départager des égalités, ou toutes formes de Barrages ou de Tour final pour une montée éventuelle.
- TM Down : test-match pour départager des égalités, ou toutes formes de Barrages ou de Tour final pour le maintien.

### Classement saison par saison
| Ordre               | Saison  | Nom du club         | Niveau             | Classement final | Remarques              |
| ------------------- | ------- | ------------------- | ------------------ | ---------------- | ---------------------- |
| 1                   | 1983-84 | Verbr. Denderhoutem | Promotion série A  | 14e/16           | Relégué                |
| séries provinciales |         |                     |                    |                  |                        |
| 2                   | 1985-86 | Verbr. Denderhoutem | Promotion série A  | 9e/16            |                        |
| 3                   | 1986-87 | Verbr. Denderhoutem | Promotion série A  | 13e/16           |                        |
| 4                   | 1987-88 | Verbr. Denderhoutem | Promotion série A  | 11e/16           |                        |
| 5                   | 1988-89 | Verbr. Denderhoutem | Promotion série A  | 11e/16           |                        |
| 6                   | 1989-90 | Verbr. Denderhoutem | Promotion série A  | 11e/16           |                        |
| 7                   | 1990-91 | Verbr. Denderhoutem | Promotion série B  | 12e/16           |                        |
| 8                   | 1991-92 | Verbr. Denderhoutem | Promotion série B  | 11e/16           |                        |
| 9                   | 1992-93 | Verbr. Denderhoutem | Promotion série B  | 16e/16           | Relégué                |
| séries provinciales |         |                     |                    |                  |                        |
| 10                  | 1996-97 | Verbr. Denderhoutem | Promotion série A  | 10e/16           |                        |
| 11                  | 1997-98 | Verbr. Denderhoutem | Promotion série B  | 5e/16            | Promu après Tour final |
| 12                  | 1998-99 | Verbr. Denderhoutem | Division 3 série A | 6e/16            |                        |
| 13                  | 1999-00 | Verbr. Denderhoutem | Division 3 série A | 11e/16           |                        |
| 14                  | 2000-01 | Verbr. Denderhoutem | Division 3 série A | 10e/16           |                        |
| 15                  | 2001-02 | Verbr. Denderhoutem | Division 3 série A | 7e/16            |                        |
| 16                  | 2002-03 | Verbr. Denderhoutem | Division 3 série A | 14e/16           | Relégué après barrages |
| 17                  | 2003-04 | Verbr. Denderhoutem | Promotion série B  | 1er/16           | Champion et promu      |
| 18                  | 2004-05 | Verbr. Denderhoutem | Division 3 série A | 7e/16            |                        |
| 19                  | 2005-06 | FCV Dender EH       | Division 3 série A | 1er/16           | Champion et promu      |
| 20                  | 2006-07 | FCV Dender EH       | Division 2         | 1er/16           | Champion et promu      |
| 21                  | 2007-08 | FCV Dender EH       | Division 1         | 15e/18           |                        |
| 22                  | 2008-09 | FCV Dender EH       | Division 1         | 15e/18           | Relégué après barrages |
| 23                  | 2009-10 | FCV Dender EH       | Division 2         | 13e/19           |                        |
| 24                  | 2010-11 | FCV Dender EH       | Division 2         | 7e/18            |                        |
| 25                  | 2011-12 | FCV Dender EH       | Division 2         | 17e/18           | Relégué                |
| 26                  | 2012-13 | FCV Dender EH       | Division 3 série A | 8e/19            |                        |
| 27                  | 2013-14 | FCV Dender EH       | Division 3 série A | 11e/18           |                        |
| 28                  | 2014-15 | FCV Dender EH       | Division 3 série A | 9e/18            | [ saisons 4 ]          |
| 29                  | 2015-16 | FCV Dender EH       | Division 3 série A | 5e/18            | Promu                  |
| 30                  | 2016-17 | FCV Dender EH       | Division 1 Amateur | 5e/16            |                        |
| 31                  | 2017-18 | FCV Dender EH       | Division 1 Amateur | 11e/16           |                        |
| 32                  | 2018-19 | FCV Dender EH       | Division 1 Amateur | 9e/16            |                        |
| 33                  | 2019-20 | FCV Dender EH       | Division 1 Amateur | 7e/16            |                        |
| 34                  | 2020-21 | FCV Dender EH       | Nationale 1        | N/A              | Saison annulée         |
| 35                  | 2021-22 | FCV Dender EH       | Nationale 1        | 1er/15           | Champion et promu      |
| 36                  | 2022-23 | FCV Dender EH       | Division 1B        | 9e/12            |                        |
| 37                  | 2023-24 | FCV Dender EH       | Division 1B        | 2e/16            | Promu                  |
| 38                  | 2024-25 | FCV Dender EH       | Division 1A        | 12e/16           |                        |

## Anciens joueurs connus

### De Denderhoutem
- Jean-Paul Boeka-Lisasi, bourlingueur du football belge, passe quelques mois à Denderhoutem en 2005, avant la fusion.
- Tosin Dosunmu, meilleur buteur de première division en 2006, il joue une saison à Denderhoutem en 2001-2002.
- Jean-Paul Kielo-Lezi, ancien joueur notamment du FC Malines et de Lokeren, actuellement à Waasland-Beveren, commence sa carrière à Denderhoutem entre 2001 et 2005, reste ensuite encore un an au club après la fusion.
- Julien Lodders, connu pour les quatorze saisons qu'il passe à Beveren, dont il détient le record de matches joués, termine sa carrière à Denderhoutem entre 1996 et 1998.

### De Denderleeuw
- Steve Barbé, ancien joueur du RWDM et de Charlton notamment, joue à Dender de 2007 à 2008.
- Ricky Begeyn, ancien gardien du Cercle de Bruges, est prêté à Dender lors de la saison 2005-2006.
- Cédric Berthelin, gardien du RAEC Mons, joue deux ans à Dender entre 2007 et 2009.
- Steven De Petter, joueur du FC Malines, joue à Dender de 2006 à 2009.
- Éric Deflandre, ancien international belge et joueur du FC Bruges, de l'Olympique lyonnais et du Standard de Liège, joue à Dender de 2007 à 2009.
- Timothy Derijck, joueur du PSV Eindhoven, est prêté à Dender lors de la saison 2007-2008.
- Kristof Imschoot, ancien joueur de Beveren et du Lierse notamment, joue à Dender lors de la saison 2009-2010.
- Erwin Lemmens, ancien international belge (2 capes), joue à Dender lors de la saison 2007-2008.
- Peter Mollez, ancien gardien de Courtrai notamment, joue à Dender entre 2009 et 2012.
- Koen Persoons, milieu de terrain de Lokeren, joue à Dender entre 2004 et 2007.
- Marcin Żewłakow, ancien international polonais (25 sélections), est prêté à Dender en 2008.
- Ervin Zukanović, défenseur au KV Courtrai, joue à Dender de 2009 à 2010.